# La Nación
La Nación – argentyński dziennik prawicowy.

## Charakterystyka
Postrzegana jako dziennik zaangażowany polityczne w odróżnieniu do neutralnego „Clarín”. Jest jedyną gazetą w Argentynie wydawaną w formacie broadsheet. Po obecnym tytułem dziennik zaczął ukazywać się 28 sierpnia 1945 po zmianie tytułu „La Nación Argentina” założonego 4 stycznia 1870 przez byłego prezydenta Bartolomé Mitre. Do 1914 redaktorem naczelnym był prawnik Jose Luis Murature, argentyński minister spraw zagranicznych w latach 1914–1916. Przez 100 lat aż 30% całego nakładu jest dystrybuowane w Buenos Aires.